# Buchholz (Schaumburgi járás)
Buchholz település Németországban, azon belül Alsó-Szászország tartományban. Lakosainak száma 739 fő (2023. december 31.).

## Népesség
A település népességének változása:
| Lakosok száma | 752  | 751  | 750  | 753  | 742  | 737  | 739  |
|               | 2014 | 2016 | 2017 | 2019 | 2021 | 2022 | 2023 |